# Paraeuchaeta tumidula
Paraeuchaeta tumidula is een eenoogkreeftjessoort uit de familie van de Euchaetidae. De wetenschappelijke naam van de soort werd in 1905 voor het eerst geldig gepubliceerd door Georg Ossian Sars.